# Olivia Côte
Pour les articles homonymes, voir Côte.
Olivia Côte, née le 12 novembre 1974 à Suresnes, est une actrice française.
Elle est notamment connue pour son rôle dans les séries Vous les femmes et César Wagner, et dans les films Pupille, Elle l'adore et Les Cyclades.

## Biographie

### Formation
Olivia Côte a suivi une formation de comédienne à l'École du Théâtre national de Strasbourg, et des études d'histoire de l'art et archéologie à la Sorbonne.

### Carrière
De 2007 à 2016, elle joue dans la série Vous les femmes, diffusée sur Téva et composée d'une suite de sketches montrant le quotidien de deux femmes, les personnages étant différents à chaque épisode. La série fait une pause en 2012 pour reprendre avec des sketches inédits en 2016.
Avec certains de ses condisciples du Théâtre national de Strasbourg, elle a créé la compagnie de théâtre Le groupe Incognito, qui a monté plusieurs pièces de théâtre et cabarets.
Depuis 2010, elle tient plusieurs seconds rôles au cinéma et à la télévision, notamment le rôle de Babette, une fan de Zak dans la série de W9 Zak.

### Vie personnelle
Olivia Côte et Judith Siboni (1975-2021), partenaires dans Vous les femmes, étaient amies depuis l’adolescence dans la vie réelle.

## Filmographie

### Cinéma

#### Longs métrages
- 2010 : Ensemble, c'est trop de Léa Fazer : Charlène
- 2011 : Au cas où je n'aurais pas la palme d'or de Renaud Cohen : la fille du CNC fenêtre
- 2012 : Hénaut Président de Michel Muller : Charly
- 2013 : Les Beaux Jours de Marion Vernoux : Lydia
- 2014 : Les Gazelles de Mona Achache : Véro
- 2014 : Elle l'adore de Jeanne Herry : Coline
- 2014 : Jamais le premier soir de Mélissa Drigeard : L'animatrice TV
- 2014 : Une rencontre de Lisa Azuelos : Caro
- 2015 : Cerise de Jérôme Enrico : Pascale
- 2016 : Des nouvelles de la planète Mars de Dominik Moll : Fabienne Mars, alias Xanaé
- 2016 : L'Effet aquatique de Sólveig Anspach : Corinne
- 2017 : Primaire de Hélène Angel : Marlène Peillard
- 2017 : Telle mère, telle fille de Noémie Saglio : Cécile
- 2017 : Embrasse-moi ! d'Océanerosemarie et Cyprien Vial : Monique
- 2018 : Larguées d'Éloïse Lang : Lily
- 2018 : La Fête des mères de Marie-Castille Mention-Schaar : Nathalie
- 2018 : Pupille de Jeanne Herry : Lydie
- 2019 : Chamboultout d'Eric Lavaine : Emmanuelle
- 2019 : Moi, maman, ma mère et moi de Christophe Le Masne : Juliette Mounier
- 2020 : La Fine Fleur de Pierre Pinaud : Véra
- 2020 : Antoinette dans les Cévennes de Caroline Vignal : La femme de Vladimir
- 2022 : Le Temps des secrets de Christophe Barratier : Madame de Montmajour
- 2022 : Pétaouchnok d'Édouard Deluc : Sophie
- 2022 : Kung Fu Zohra de Mabrouk El Mechri : La mère de Marion
- 2023 : Les Cyclades de Marc Fitoussi : Blandine Bouvier
- 2023 : Sexygénaires de Robin Sykes : La photographe
- 2023 : La Tête dans les étoiles d'Emmanuel Gilibert : Eva
- 2023 : Monsieur, le Maire de Karine Blanc et Michel Tavares : la ministre
- 2023 : Iris et les Hommes de Caroline Vignal : Sylvia
- 2024 : Un monde violent de Maxime Caperan : Suzanne
- 2024 : Kali de Julien Seri : Romy
- 2024 : Fario de Lucie Prost : la maire

#### Courts métrages
- 1998 : Mounir et Anita de Mabrouk El Mechri : Anita
- 1999 : Corps étrangers
- 2003 : La petite chambre d'Elodie Monlibert
- 2007 : Infrarouge de Lionel Mougin
- 2009 : Marcher de Jeanne Herry : La femme à la poussette
- 2012 : Et nous qui sommes paralysés de Sylvain Coisne : Sandrine
- 2013 : Dans la famille... je voudrais de Coco Tassel : La sœur
- 2014 : La cravate et le mur d'Aki Yamamoto : Jacqueline
- 2016 : Cléo de Julie Navarro : La mère
- 2021 : Les Vertueuses de Stéphanie Halfon : Dr Adler
- 2023 : RIP Madame Joseph de Florence Fauquet et Marie Petiot

### Télévision

#### Séries télévisées
- 2006 : Sable noir : Jeanne
- 2007-2016 : Vous les femmes : Plusieurs personnages
- 2011-2013 : Zak : Babette
- 2014 : WorkinGirls : Carole (épisode La grande évasion)
- 2014-2015 : Hôtel de la plage : Marine Callec
- 2015 : Dix pour cent : Armelle Borzek (saison 1, épisode 4 : Audrey)
- 2015 : Peplum : Galla
- 2015 : Marjorie : Cécile (saison 1, épisode 2 : Jamais sans ma mère)
- 2016 : Accusé : Elizabeth Caussier (saison 2, épisode 6 : L'histoire de Chloé)
- 2017 : Marjorie : Cécile (saison 2, épisode 1 : L'âge de raison)
- 2018 : Skam : l'infirmière du lycée (saison 1, épisode 1 : Seule au monde)
- 2020 : Les Copains d'abord : Julie Binarelli
- 2020 : Derby Girl : Vivianne, la mère de Lola (épisodes 1 et 10)
- 2020 - en cours : César Wagner : Élise Beaumont
- 2021 : Mensonges : Morgane Artaud
- 2021 : Or de lui : Marie
- 2022 : Les Petits Meurtres d'Agatha Christie : Capitaine Leclerc / Cassandre (saison 3, épisode 5 : Quand les souris dansent)
- 2022 : Skam : l'infirmière du lycée (saison 6, épisode 10 : L'ombre et la lumière)
- 2023 : En terrasse : Patricia (épisodes 3 et 9)
- 2025 : Rivages de David Hourrègue : Sylvia
- 2025 : Flashback de Vincent Jamain et Stephen Cafiero : Colette
- 2025 : La Disparue de Compostelle de Floriane Crépin : Jeanne Nogarède

#### Téléfilms
- 2014 : La Dernière Échappée de Fabien Onteniente : Pauline
- 2015 : La Clinique du Docteur H d'Olivier Barma : Joséphine
- 2019 : Ronde de nuit d'Isabelle Czajka : Gladys

### Scénariste
- 2008-2010 : Vous les femmes (290 épisodes)

## Théâtre

### Comédienne
- 2001 : Opérette pour cinq marionnettes et une compagnie de chaussures danseuses
- 2002 : On ne badine pas avec l'amour (Alfred de Musset)
- 2003 : Le Cadavre vivant
- 2003 : Le Dragon
- 2004 : Kroum l'Ectoplasme
- 2005 : Le Dragon
- 2013 : Les Bulles
- 2015 : La pédagogie de l'échec[9]
- 2020 : Un Amour de jeunesse de et mise en scène Ivan Calbérac, Théâtre de la Renaissance

### Autrice et metteuse en scène
- 2000 : Vus de la Lune, on est tous bleus

## Distinctions
- Festival Jean-Carmet 2016 : prix du public et du meilleur second rôle féminin pour L'Effet aquatique